# 熊野神社 (高島市)
本項目で扱う滋賀県高島市の熊野神社（くまのじんじゃ）は、式内社である。熊野神社と称するが、いわゆる熊野三山との関係はないとの伝承もある。
かつて、高島郡を南北に貫く主要街道は、北陸道（西近江路）・明月（あかつき）街道・鯖街道の3本あった。このうち明月街道は、熊野山（現在の饗庭野丘陵）を走る街道であった。この街道は、織田信長が朝倉攻めの際、通行したとされる。
「式内社熊野神社は、元々明月街道沿いの熊野山字能勢という地に鎮座していた。元亀3年3月16日、森半兵衛為村により焼き払われたが、住民が神璽を波爾布神社境内に遷した」との記録が地元神職家の古文書（『布留宮家文書』『饗庭家文書』など）に残る。旧社地は神輿平という地名が残っているが、現在は自衛隊演習場になっているため、立ち入ることができない。
かつて明月街道の南端（古賀村）と北端（西野村）には熊野神社の遙拝所があり、現在の安曇川町上古賀鎮座の熊野神社と今津町藺生鎮座の熊野神社がこれに当たる。

## 熊野神社〔波爾布神社摂社〕

### 祭神
- 熊野久須比命

### 歴史
天正年間、熊野山の住民により波爾布神社境内に遷されたという。明治初年まで6月6日に熊野祭が行われ、能楽が催されていた。

### 祭典
- 例祭　　4月20日

### 周辺
- 健速神社
- 木津港跡
- 木津古代製鉄遺跡
- 新生化学工業株式会社新旭工場
- NPO法人クマノヤマネット
- 若宮八幡社
- 大國主神社

## 熊野神社〔安曇川町上古賀〕

### 祭神
- 伊邪那岐命
- 伊邪那美命

### 歴史
弘仁14年に再建されたとの社伝が残る。往古は白山宮と称していたが、明治になり現社号に改められた。明治9年に村社に列した。

### 祭典
- 例祭　　5月1日

### 周辺
- 源照寺
- 圓通寺
- 清水寺
- 日枝神社
- 上古賀八幡神社
- 安曇川古賀郵便局

## 熊野神社〔今津町藺生〕

### 祭神
- 熊野久須毘命

### 歴史
かつては西野村に鎮座していたが、永正年間に現在の地に遷座されたという。
獣害防止のための柵の外側にあり、現在は普段参拝することはできない。

### 祭典
- 例祭　　4月29日

### 周辺
- 西江寺
- 弓削神社
- 今津総合運動公園